# Giuliano Piovanelli
Giuliano Piovanelli (Vicchio, 25 maggio 1931) è un allenatore di calcio ed ex calciatore italiano, di ruolo centrocampista.

## Carriera

### Giocatore
Dopo gli esordi in IV Serie nella Massese (con cui trascorre la stagione 1954-1955) e nella Lucchese (63 presenze ed una rete tra il 1955 ed il 1957), ha giocato in Serie B con il Palermo, con la cui maglia ha anche conquistato una promozione in Serie A nella stagione 1958-1959; a fine stagione dopo 21 presenze nel campionato cadetto è passato al Taranto, sempre in Serie B. La squadra retrocede in seguito in Serie C dopo gli spareggi con Venezia e Monza; continua a giocare nel Taranto fino al 1966, anno in cui diventa anche allenatore in seconda della squadra rossoblu, per un totale di 150 partite di campionato giocate con il club pugliese.

### Allenatore
Ha lavorato come allenatore in seconda per Taranto e Brescia, in Serie B. Nella stagione 1971-1972, dopo aver iniziato l'annata alla guida della Primavera, dalla trentatreesima giornata di campionato, sostituisce Andrea Bassi sulla panchina del Brescia, in Serie B; l'anno seguente viene riconfermato alla guida della formazione lombarda, salvo poi venire esonerato a campionato in corso in favore di Renato Gei. In seguito ha anche allenato per una stagione il Carpi in Serie D (venendo sostituito in panchina a campionato in corso da Renzo Fantazzi) e successivamente la Torres sempre in Serie D.